# Заврше (Мислиња)
Заврше (словен. Završe) је насељено место у општини Мислиња, регија Корушка, Словенија.

## Историја
До територијалне реорганизације у Словенији било је у саставу старе општине Словењ Градец.

## Становништво
У попису становништва из 2011. године, Заврше је имало 422 становника.
| Број становника према пописима | Број становника према пописима | Број становника према пописима |
| ------------------------------ | ------------------------------ | ------------------------------ |
| 1991                           | 2002                           | 2011                           |
| 410                            | 416                            | 422                            |

Напомена: Године 1953. повећано за насеље Шент Вид над Валдеком, које је укинуто. Године 1992. умањено за део насеља који је припојен насељу Мислиња.

## Галерија
- Худа лукња, мост
- Худа лукња, улаз у тунел
- Худа лукња, споменик аустријском надвојводи Јохану у пећини
- клисура реке Паке код пећине Худа лукња